# Uschi Hugo
Ursula Bettina „Uschi“ Hugo (* 29. Januar 1972 in Hamburg) ist eine deutsche Synchronsprecherin und Dialogregisseurin sowie Sprecherin von Hörspielen & Hörbüchern.

## Tätigkeit
Uschi Hugos Sprecherkarriere begann, als sie ihre ältere Schwester Dorette (eine Klassenkameradin von Oliver Rohrbeck, dessen Mutter eine Agentur für Filmkinder betrieb) zu Synchronaufnahmen begleitete und gebeten wurde, selbst ein paar Sätze zu sprechen. Ihre erste größere Rolle hatte sie in der deutschen Fassung der schwedischen Astrid-Lindgren-Verfilmung Madita, in welcher Dorette die Titelrolle synchronisierte und Uschi deren kleine Schwester Lisabet, gespielt von Liv Alsterlund.
Später lieh sie unter anderem Brittany Murphy, Christina Applegate, Julie Benz und Tara Reid ihre Stimme.
Auch im Hörspielbereich ist Uschi Hugo aktiv. Als Dreizehnjährige übernahm sie in der vom Tonstudio Europa adaptierten Jugendbuchreihe Pizza-Bande eine der vier Hauptrollen. Anschließen war sie als Nanni in den 1986/87 neu aufgenommenen Hanni-und-Nanni-Hörspielen zu hören sowie als Tina in der auf einem Fotoroman der Jugendzeitschrift Mädchen beruhenden Reihe Die Clique vom Reitstall.
In den Bibi-Blocksberg-Hörspielen spricht sie seit Folge 74 Marita, die beste Freundin der Titelheldin und lieh in den von Titania Medien neu vertonten Anne auf Green Gables-Romanen Annes Freundin Diana Barry ihre Stimme. Des Weiteren ist sie in verschiedenen Episoden der Reihen Gruselkabinett und Geister-Schocker zu hören sowie als Kate in den späteren Folgen von Offenbarung 23.

## Synchronarbeiten (Auswahl)
Malin Åkerman
- 2007: Heavy Petting als Daphne
- 2008: 27 Dresses als Tess Nichols
- 2009: Watchmen – Die Wächter als Laurie Jupiter/ Silk Spectre II
- 2010: HappyThankYouMorePlease als Annie
- 2012: Wanderlust – Der Trip ihres Lebens als Eva
- 2013: CBGB als Debbie Harry
- 2013: Numbers Station als Katherine
- 2015: The Final Girls als Nancy/ Amanda Cartwright
- 2016–2019: Billions als Lara Axelrod

Rebel Wilson
- 2011: Brautalarm als Brynn
- 2012: Vom Blitz getroffen als Malerie Baggs
- 2012: Pitch Perfect als Fat Amy
- 2015: Pitch Perfect 2 als Fat Amy
- 2016: How to Be Single als Robin
- 2017: Pitch Perfect 3 als Fat Amy
- 2019: Cats als Jennyanydots
- 2020: Jojo Rabbit als Fräulein Rahm

Julie Benz
- 1997–2002: Buffy – Im Bann der Dämonen als Darla
- 1999: Der zuckersüße Tod als Marcie Fox
- 2000–2003: Angel – Jäger der Finsternis als Darla
- 2003: George, der aus dem Dschungel kam 2  als Ursula
- 2008: John Rambo als Sarah Miller
- 2008–2011: Dexter  als Rita Bennett
- 2010: Desperate Housewives als Robin Gallagher

Lake Bell
- 2002: Emergency Room – Die Notaufnahme als Jody Holmes
- 2003: Kate Fox & die Liebe als Victoria
- 2010–2011: How to Make It in America als Rachel Chapman
- 2011: New Girl als Amanda
- 2012: Black Rock – Überleben ist alles als Lou
- 2022: Black Panther: Wakanda Forever als Dr. Graham

Tara Reid
- 1999: American Pie – Wie ein heißer Apfelkuchen als Vicky Lathum
- 2001: American Pie 2 als Vicky Lathum
- 2002: Party Animals – Wilder geht’s nicht! als Gwen Pearson
- 2003: Partyalarm – Finger weg von meiner Tochter als Lisa Taylor
- 2005: Alone in the Dark als Aline Cedrac

Brittany Murphy
- 2001: Sag’ kein Wort als Elisabeth Burrows
- 2003: Uptown Girls – Eine Zicke kommt selten allein als Molly Gunn
- 2003: Voll verheiratet als Sarah McNerney
- 2004: Die Ex-Freundinnen meines Freundes als Stacy
- 2006: Dead Girl als Krista

Gabrielle Union
- 1999: 10 Dinge, die ich an Dir hasse als Chastity
- 1999–2001: Eine himmlische Familie – Gabrielle Union als Keesha Hamilton

Valerie Vernon
- 1999–2000: Power Rangers Lost Galaxy als Kendrix
- 2000: Power Rangers Lightspeed Rescue als Kendrix (Episode: Trakeenas Rache)

Rachael Leigh Cook
- 2000: Der Organmann als Delores
- 2000: Get Carter – Die Wahrheit tut weh als Doreen Carter

Christina Applegate
- 2004: Wie überleben wir Weihnachten? als Alicia Valco
- 2004: Anchorman – Die Legende von Ron Burgundy als Veronica Corningstone

Alicia Witt
- 2005: An deiner Schulter als Hadley Wolfmeyer
- 2007: 88 Minuten als Kim Cummings

### Filme
- 1988: Chucky – Die Mörderpuppe – Alex Vincent als Andy Barclay
- 1992: Twin Peaks – Der Film – Heather Graham als Annie Blackburn
- 1997: Spiceworld – Der Film – Emma Bunton als Emma „Baby Spice“ Bunton
- 2000: Ey Mann, wo is’ mein Auto? – Marla Sokoloff als Wilma
- 2002: Arac Attack – Angriff der achtbeinigen Monster – Scarlett Johansson als Ashley Parker
- 2004: Die Bourne Verschwörung – Michelle Monaghan als Kim
- 2006: She’s the Man – Voll mein Typ! – Laura Ramsey als Olivia
- 2006: See No Evil – Rachael Taylor als Zoe Warner
- 2008: Mamma Mia! – Ashley Lilley als Ali
- 2011: Freunde mit gewissen Vorzügen – Rashida Jones als Maddison
- 2012: Magic Mike – Olivia Munn als Joanna
- 2012: Weihnachten mit Holly – Alex Paxton-Beesley als Shelby Alex
- 2020: Birds of Prey: The Emancipation of Harley Quinn – Ali Wong als Ellen Yee
- 2020: Soul – Jeannie Tirado als Direktorin Arroyo

### Serien
- 2002: Firefly – Der Aufbruch der Serenity – Jewel Staite als Kaylee Frye
- 2003–2004: Yu-Gi-Oh! – Mika Sakenobe als Serenity Wheeler
- 2002–2004: Fillmore! – Tara Strong als Ingrid Third
- 2004–2005: Crush Gear Turbo – Michiko Neya als Lilika Tobita
- 2004–2007: Kim Possible – Raven-Symoné als Monique
- 2005: Atomic Betty – Tajja Isen als Betty
- 2005–2007: Eine himmlische Familie – Sarah Thompson als Rose
- 2006–2007: Pumpkin Scissors – Shizuka Itou als Lieutenant Alice Malvin
- 2011: Warehouse 13 – Ashley Williams als Sally Stukowski
- 2011–2012: Vampire Diaries – Lauren Cohan als Rose
- 2011–2013: Apartment 23 – Liza Lapira als Robin
- 2011–2014: Good Wife – Anika Noni Rose als Wendy Scott–Carr
- 2012–2014: The Walking Dead – Danai Gurira als Michonne
- 2013: Grey’s Anatomy – Neve Campbell als Lizzie Shepherd
- 2014: Veronica Mars – Krysten Ritter als Gia Goodman
- 2014–2015, 2020: Marvel’s Agents of S.H.I.E.L.D. – Dichen Lachman als Jiaying
- 2015–2023: The Flash – Danielle Nicolet als Cecile Horton
- 2015: Fear the Walking Dead – Lynn Chen als Krankenschwester
- 2015: Supergirl – Laura Vandervoort als Indigo
- 2015–2020: Overlord – Yumi Hara als Albedo
- 2016: The Path – Ali Marsh als Meg
- 2016–2022: Bull – Jaime Lee Kirchner als Danielle „Danny“ James
- 2017, 2021: Ninjago – Jillian Michaels als Maya
- 2020–2022: The Flight Attendant – Zosia Mamet als Annie Mouradian
- 2024: The Acolyte – Rebecca Henderson als Vernestra Rwoh

## Hörbücher (Auswahl)
- 2014: Catherine Bybee: Fast ein Date (Audible exklusiv)
- 2015: Catherine Bybee: Fast mein Baby (Audible exklusiv)
- 2017: Catherine Bybee Für immer ab Donnerstag (Audible exklusiv)
- 2020: Catherine Bybee: Versuchung zum Aperitif (Audible exklusiv)

## Hörspiele (Auswahl)
- 1985: Pizza-Bande, 7 Folgen als Milli (Europa)
- 1986–1987: Hanni und Nanni, 16 Folgen als Nanni (Europa)
- 1988–1989: Die Clique vom Reitstall, 6 Folgen als Tina (Europa)
- Seit 2001: Bibi Blocksberg, ab Folge 74 als Marita Mertens (Kiddinx)
- 2005–2006: Elea Eluanda, 4 Folgen als Rosa König (Kiddinx)
- 2007: Point Whitmark, 2 Folgen in verschiedenen Rollen (Europa)
- Seit 2007: Gruselkabinett, über 5 Episoden in verschiedenen Rollen (Titania)
- 2008–2009: Anne auf Green Gables, 11 Folgen als Diana Berry (Titania)
- 2015: Sherlock Holmes, Folge 20: Der adlige Junggeselle als Hatty Doran (Titania)
- 2015–2022: Offenbarung 23, Folge 58 bis 100 als Kate (Maritim)
- Seit 2015: Geister-Schocker, über 5 Episoden in verschiedenen Rollen (Romantruhe-Audio)
- 2016: Hanni und Nanni, Folge 52: Castingfieber mit Hanni und Nanni als Sylvia Planke (Europa)
- 2017: Die drei ???, Folge 185: ...und der Mann ohne Augen als Leslie Logue-Smith (Europa)
- 2022: Die drei ???, Folge 218: Im Netz der Lügen als Olivia (Europa)
- 2022: TKKG, Folge 224: Bilderdiebe haben kein Gesicht als Elisa Hausner (Europa)
- 2022: Fünf Freunde, Folge 149: Und der Schatz in der Drachenschlucht als Shona   (Europa)